# Ахсакадамахи
Ахсакадамахи (дарг. Ахсакъадамахьи) — село в Акушинском районе Дагестана. Входит в состав Бургимакмахинского сельсовета.

## Географическое положение
Село находится на расстоянии 2,5 км к северо-востоку от села Акуша, административного центра района.

## Население
| 1926 | 1939 | 1970 | 1989 | 2002 | 2010 | 2021 |
| ---- | ---- | ---- | ---- | ---- | ---- | ---- |
| 44   | ↗48  | ↗82  | ↗84  | ↗137 | ↗205 | ↘185 |